# Mana Aghaee
Mana Aghaee (persiska: مانا آقایى), född den 24 augusti 1973 i Bushehr, Iran, är en iransk-svensk poet, lexikograf och översättare. Hon är bosatt i Sverige sedan 1987. Hon är dotter till litteraturvetaren och poeten Shirzad Aghaee och gift med iranisten Ashk Dahlén. 
Mana Aghaee har en licentiatexamen i iranska språk vid Uppsala universitet och är specialist på modern persisk litteratur. Hon debuterade som poet 1991 med samlingen Dar emtedad-e parvaz som utkom i Sverige och har sedan dess publicerat tre diktsamlingar och två volymer översättningar av östasiatisk poesi till persiska.
Aghaee var tidigare en aktiv bloggare på persiska och grundade 2010 en podcast med litterär inriktning vid namn Sherophone (persiska: پادکست شعروفون), den första i sitt slag på persiska.

## Verk i urval
Diktsamlingar
- Aghaee, Mana (2003) (på persiska). Marg agar labha-ye tora dasht: majmu'e sheʻr (1. chap). Iran: Shorou
- Aghaee, Mana (2007) (på persiska). Man ʻIsā ebn-e khodam: majmuʻe sheʻr (1. chap). Kista: Alfabet Maxima. Libris 10376267. ISBN 978-91-976203-6-9
- Aghaee, Mana (2012) (på persiska). Zemestan mashuq-e man ast: majmuʻe sheʻr (1. chap). Stockholm: Cypress. Libris 13496824. ISBN 978-91-980060-1-8

Litterära översättningar
- Aghaee, Mana (2014) (på persiska). Havapeyma-i be arami-ye sanjaqak: modern poesi från Kina, Taiwan, Sydkorea, Japan. Iran: Bootimar
- Aghaee, Mana (2018) (på persiska). Docharkheh-ye baldar: 150 haiku från Sverige. Iran: Hasht

Prosaverk
- Aghaee, Mana (2002). Lexikon över iranska författare i Sverige. [Uppsala: M. Aghaee. Libris 8827017. ISBN 91-631-2979-5
- Aghaee, Mana (2007) (på persiska). Kitābshenāsī-i sheʻr-i zanān-i Īrān: 1320-1382 sh, montasher shode dar dākhel va khārej az keshvar (1. chap). Kista: Alfabet Maxima. Libris 10647344. ISBN 978-91-976203-4-5

Artiklar
- Den persiska litteraturen i Sverige i: Gröndahl Satu, red (2002) (på flera språk). Litteraturens gränsland: invandrar- och minoritetslitteratur i nordiskt perspektiv. Uppsala multiethnic papers, 0281-448x ; 45. Uppsala: Centrum för multietnisk forskning. Libris 8405512. ISBN 91-86624-54-7
- Inledning till:  Mosaikens turkosa eko: persisk modern poesi (1. uppl.). Kista: Kitab-i Arzan. 2002. Libris 8821652. ISBN 91-88880-53-2

## Antologier
Mana Aghaees poesi finns översatt i urval till olika språk, däribland engelska, tyska, svenska, turkiska, sorani och arabiska. Hon finns presenterad i bland andra följande antologier:

### På engelska
- Talebi Niloufar, red (2008). Belonging: New Poetry by Iranians Around the World. Berkeley: North Atlantic Books. Libris 11328906. ISBN 1-55643-712-9
- Sheema Kalbasi, red (2009). The Poetry of Iranian Women: A Contemporary Anthology. Scotts Valley: CreateSpace. ISBN 144210709X
- Dick Davis, red (2020). The Mirror of My Heart: A Thousand Years of Persian Poetry By Women. Washington D.C.: Mage Publishers. ISBN 9781949445169
- Mojdeh Bahar, red (2023). Song of the Ground Jay: Poems by Iranian Women, 1960–2022. Washington D.C.: Mage Publishers. ISBN 978-1949445480

### På svenska
- Tidskriften Ord och Bild, nr. 4-5, 2004, Göteborg. ISSN 0030-4492
- Nasser Namdar, Anderson Annica, red (2010). Kärleken är större: en antologi. Göteborg: Nordient. Libris 12041132. ISBN 978-91-978421-5-0
- Kritiker: nordisk tidskrift för litterär kritik och essäistik, nr. 28-29, 2013, Tollarp. ISSN 1653-7432